# 海外中国教育基金会
海外中国教育基金会（英語：Oversea China Education Foundation，简称）成立于1992年，是总部设在美国得克萨斯州的慈善机构。海外中国教育基金会的主要工作是向华人和其他友好人士筹集资金以支持中国贫困地区的教育事业。目前海外中国教育基金会的援助形式主要有助学金、图书、教员培训计划和校舍援助等。